# Иртышские курганы
Ирты́шские курга́ны (каз. Ертіс қорғандары) — памятники эпохи бронзы и раннего железа в Казахстане.

## Описание
Иртышские курганы — группа курганов эпохи бронзы и раннего железа (XII—VI вв. до н. э.). Находятся в Иртышском районе Павлодарской области Казахстана в 6,3 км от административного центра района — села Иртышск.
Диаметр курганов составляет от 11 до 25 метров, высота от 0,3 до 0,8 метра. В могилах обнаружены ниши с погребёнными. Найдены фрагменты глиняной посуды, кости животных. По предположению учёных, обитавшие здесь племена занимались скотоводством.

## Иртышский письменный памятник
В 1960 году в одном из курганов в районе села Бобровое археолог Ф.Х. Арсланова обнаружила костяную пряжку на лицевой поверхности которой была надпись древнетюркского письма. На пряжке из двух почти горизонтальных строк написаны (вырезаны) шесть знаков. Надпись на пряжке гласит Белый олень, благо олень. По мнению профессора А.С. Аманжолова, находка относится к V—IV вв. до н.э. Эта находка опустила нижнюю временную границу рунических памятников письменности древних тюрков – V-VI вв. до н.э. 